# Ina Hut
Ina H.R. Hut is een Nederlands bedrijfskundige en bestuurder. Zij is sinds 2015 directeur van Coördinatiecentrum Mensenhandel (CoMensha). Zij studeerde Pedagogiek/Onderwijskunde icm Bedrijfskunde. Hut is begonnen als zelfstandig ondernemer, was werkzaam bij VNO-NCW, en bij Nyenrode Business Universiteit, waarvan de laatste jaren als lid van de directie. Van 2003 tot 2009 was zij directeur van Wereldkinderen, destijds Nederlands grootste organisatie voor interlandelijke adoptie, maar  ook gericht op lokale hulp aan kinderen in nood in ontwikkelingslanden.

## Biografie
Van 1983 tot 1989 studeerde Hut Pedagogiek/Onderwijskunde in combinatie met Bedrijfskunde aan de Universiteit Groningen. Daarna volgde ze nog diverse managementopleidingen, waaronder de opleiding voor Commissarissen aan de Nyenrode Business Universiteit.
Hut startte haar werkzame leven in het onderwijs. In 1984 - tijdens haar studie - richtte zij met haar partner een ICT-bedrijf op, dat ze in 2000 verkocht. Zij stapte in 1992 uit de operationele leiding, bleef wel actief aandeelhouder totdat het bedrijf werd verkocht. Vanaf 1992 tot 1998 was zij coördinator managementprogramma's en organisatieadviseur bij werkgeversorganisatie VNO-NCW. Vanuit VNO-NCW nam ze het initiatief om een business school te starten in Jakarta, Indonesië. Dit project werd na anderhalf jaar gestopt vanwege de verslechterde politieke en economische situatie.  Daarnaast heeft zij een eigen bureau voor coaching, interim management en social investments.
Van 1998 tot 2003 werkte Hut bij de Universiteit Nyenrode, de laatste jaren als directeur van het Executive Management Development Center en lid van de directie. Na het overlijden van haar eerste kind tijdens de geboorte in 1998 , besloot ze over te stappen naar de goede doelen wereld. In 2003 werd zij directeur van de destijds grootste van de zeven adoptieorganisaties van Nederland, Wereldkinderen. Naast adoptie ondersteunde Wereldkinderen destijds wereldwijd ook 100 projecten om kinderen en gezinnen in eigen land te ondersteunen. Zij had zelf 13 jaar op de wachtlijst gestaan voor adoptie van een kind, maar stopte met die procedure nadat ze een jaar directeur was van Wereldkinderen, omdat de ze de vraagkant naar adoptiekinderen niet wilde stimuleren.
Gaandeweg haar werk in de wereld van interlandelijke adoptie, ontdekte zij dat er wereldwijd misstanden waren bij de adoptie van kinderen. Naar haar mening ging het om structurele misstanden. Conform Haags Adoptie Verdrag en conform missie van de stichting Wereldkinderen richtte ze de koers van Wereldkinderen, naast adoptie, meer op lokale opvang van kinderen. Zij was van mening dat adoptie vanuit andere landen op termijn niet meer nodig zou moeten zijn, omdat kinderen lokaal konden worden opgevangen. Deze visie werd haar door adoptie-ouders niet altijd in dank afgenomen. In 2004 reeds gaf zij een interview waarin zij stelde dat het zelf zoeken van kinderen door wensouders verboden zou moeten worden, omdat het niet in het belang van de kinderen zou zijn en kinderhandel in de hand zou werken. Dit interview werd niet goed ontvangen door veel wensouders. Er volgden nog vele optredens in de media die haar niet in dank werden afgenomen door de voorstanders van adoptie. Zo bracht zij diverse misstanden naar buiten over adopties uit bijvoorbeeld India, Ethiopië, Haïti.
In 2008 wilde zij onderzoek doen naar misstanden rond kinderen die ter adoptie werden aangeboden vanuit China. Dit stuitte op bezwaren van het Nederlandse ministerie van Justitie. Het ministerie van Justitie dreigde de vergunning van Wereldkinderen in te trekken als ze nader onderzoek zou gaan uitvoeren. Uiteindelijk heeft zij eind 2009 als klokkenluider haar functie als directeur - bestuurder van Wereldkinderen neergelegd, omdat bij interlandelijke adoptie de risico’s op kinderhandel te groot zijn en ze zich niet meer kon verenigen met adoptie. (zie aparte paragraaf hieronder).
Vanaf 2009 was zij gastdocent bij verschillende universiteiten, namelijk bij de Universiteit voor humanistiek, de Radboud Universiteit, de Universiteit Tilburg en de Hogeschool Utrecht.
Vanaf 2010 werd zij bestuurder bij de Stichting Haïticontact, opgericht naar aanleiding van de aardbeving in Haïti. Deze stichting ging zich later inzetten om het welzijn van kansarme mensen in Haïti te verbeteren. Daarnaast heeft zij een eigen bureau voor coaching, interim management en social investments.
Vanaf begin 2015 is Hut directeur-bestuurder van CoMensha, het in 1986 opgerichte Coördinatiecentrum tegen Mensenhandel. Zij zet zich daar in voor verschillende groepen slachtoffers van mensenhandel in Nederland: seksuele uitbuiting (gedwongen prostitutie), overige arbeidsuitbuiting (bv. in de horeca of landbouw), gedwongen criminaliteit en bedelarij en orgaanhandel.  Enkele minder bekende voorbeelden zijn jongens die gedwongen in de prostitutie terechtkomen en studentes die door datingwebsites, zoals Rich Meet Beautiful, worden geronseld om gekoppeld te worden aan oudere rijke mannen.

## Misstanden in de adoptie en aftreden bij Wereldkinderen
Vanaf 2005 werden steeds meer misstanden in de wereld van interlandelijke adoptie naar buiten gebracht, onder andere ook door Ina Hut.
In 2007 was van de hand van Roelie Post, ambtenaar bij de Europese Commissie, een onthullend boek verschenen over adopties van kinderen uit Roemenië.
Hut bracht onder andere misstanden naar buiten over adoptiepraktijken in China, India, Haïti en Ethiopië. In Haïti werden op het ministerie aldaar steekpenningen gevraagd om dossiers van kinderen van het ene bureau naar het andere te krijgen. Reden voor Wereldkinderen om te stoppen met adopties uit Haïti. In India werden zoektochten naar biologische ouders gedwarsboomd. Uit onderzoek dat zij in Ethiopië liet uitvoeren bleek dat ouders in leven waren, terwijl een rechter een document had ondertekend waarin stond dat zij overleden waren. Bovendien bleek dat sommige biologische ouders in de veronderstelling waren dat hun kind terug zou komen.
Hut deed in 2006 - 2009 nader onderzoek naar adoptie van kinderen uit China. Zij had duidelijke signalen dat Chinese kindertehuizen geld zouden betalen voor het aanbrengen van kinderen, die vervolgens ter adoptie werden aangeboden. Ook werd volgens haar geknoeid met de identiteit van kinderen, ze zouden op papier vondeling worden gemaakt. Ze reisde enkele malen naar China om de waarheid boven tafel te krijgen. Ook onderzoeksjournalisten van het televisieprogramma Netwerk gingen naar China. Het actualiteitenprogramma bracht begin 2008 tv-beelden van een man die directeur zou zijn van een kindertehuis die aangaf dat er inderdaad geld betaald werd voor kinderen die aangeboden werden.
Hut drong er op aan dat ook het ministerie van Justitie, als officiële counterpart van de Chinese overheid, onderzoek zou doen. Het ministerie reisde na aandringen, van Hut en ook vanuit de Tweede Kamer, af naar China. Het concludeerde na de missie dat de Chinese overheid goed controleerde en dat adopties gewoon konden doorgaan. Wereldkinderen was - vanwege de misstanden - begin 2008 reeds gestopt met het aannemen van aspirant adoptieouders die alleen een gezond kind uit China wilden adopteren.
De toenmalige Nederlandse minister van Justitie, Hirsch Ballin, bleef vertrouwen op mededelingen van de Chinese autoriteiten, die beweerden dat er geen sprake was van misstanden.
Hut werd bij plannen voor onderzoek in China volgens eigen zeggen belemmerd en zwaar onder druk gezet door ambtenaren van het Nederlandse ministerie van Justitie,  dat dreigde de adoptievergunning van Wereldkinderen af te nemen. Hut probeerde het gesprek aan te gaan met het ministerie, maar kreeg meerdere keren dezelfde boodschap te horen. Ze trad eind 2009 als klokkenluider met dit verhaal naar buiten en legde haar functie neer, ze kon zich niet meer verenigen met interlandelijke adoptie.. Volgens haar was er in de wereld van interlandelijke adoptie sprake van marktwerking, corruptie en intimidatie.. Het was een ultieme poging om de structurele weeffout in het adoptie-systeem aan de kaak te stellen: economische belangen wegen volgens haar zwaarder dan belangen van kinderen en er is geen controle op uitvoering van het Haags Adoptieverdrag.
Hut's aftreden leidde op 6 oktober 2009 in de Tweede Kamer tot een Algemeen Overleg  in een vergadering van de vaste Kamercommissie van Justitie. Volgens het ministerie van Justitie zou er geen bezwaar tegen het onderzoek zijn, maar wel dat het undercover uitgevoerd zou worden. Dat zou volgens het ministerie de relatie met China kunnen schaden. Hut gaf echter aan dat geen enkele vorm van onderzoek door het ministerie werd getolereerd. Het optreden en opstappen van Hut leidde mede tot een kanteling van het positieve beeld van adoptie. Het aantal aanvragen van wensouders daalde enorm.
In 2016 kwam de Nederlandse Raad voor Strafrechtstoepassing en Jeugdbescherming met het advies om alle interlandelijke adoptie van kinderen naar Nederland stop te zetten. De aanbevelingen waren van dezelfde strekking als de aanbevelingen in het rapport dat Hut in 2009 voor de Tweede Kamer had geschreven. Ze stond dan ook volledig achter het rapport van de RSJ. Volgens haar werkt interlandelijke adoptie kinderhandel in de hand en is het voor veel landen nog steeds financieel aantrekkelijker om kinderen ter adoptie naar het buitenland te sturen. Tevens is zij van mening dat interlandelijke adoptie een remmende werking heeft op het ontwikkelen van kinderbeschermingsmaatregelen in de landen van herkomst.